# Rhipidia (Rhipidia) cermatoleuca
Rhipidia (Rhipidia) cermatoleuca is een tweevleugelige uit de familie steltmuggen (Limoniidae). De soort komt voor in het Neotropisch gebied.